# Kantoumania
Kantoumania est une ville et une sous-préfecture de Guinée, rattachée à la préfecture de Mandiana et la région de Kankan. 

## Population
En 2016, le nombre d'habitants est estimé à 12 525, à partir d'une extrapolation officielle du recensement de 2014 qui en avait dénombré 11 711.